# UFC Fight Night: Font vs. Garbrandt
UFC Fight Night: Font vs. Garbrandt（ユーエフシー・ファイトナイト：フォント・バーサス・ガーブラント、別名UFC Fight Night 188、UFC on ESPN+ 46）は、アメリカ合衆国の総合格闘技団体「UFC」の大会の一つ。2021年5月22日、ネバダ州ラスベガスのUFC APEXで開催された。

## 大会概要
本大会はロブ・フォントとコーディ・ガーブラントのバンタム級戦が組まれた。

## 試合結果

### プレリミナリーカード
第1試合 ライト級 5分3R
○  ダミル・イスマグロフ vs.  ハファエル・アウベス ×
3R終了 判定3-0（29-28、29-28、29-28）
第2試合 128.5ポンド契約 5分3R
○  ダビッド・ドボジャーク vs.  フアンカミロ・ロンデロス ×
1R 2:18 リアネイキドチョーク
※ロンデロスの体重超過によりフライ級から変更
第3試合 フェザー級 5分3R
○  ジョシュ・クリバオ vs.  シャイラン・ヌアダンビク ×
3R終了 判定3-0（29-28、29-28、29-28）
第4試合 フライ級 5分3R
○  ブルーノ・シウバ vs.  ビクター・ロドリゲス ×
1R 1:00 KO（右ストレート→パウンド）
第5試合 ウェルター級 5分3R
○  コート・マッギー vs.  クラウディオ・シウバ ×
3R終了 判定3-0（30-26、30-26、29-27）
第6試合 ヘビー級 5分3R
○  ベン・ロズウェル vs.  クリス・バーネット ×
2R 2:07 ギロチンチョーク

### メインカード
第7試合 ミドル級 5分3R
○  ジャック・ハーマンソン vs.  エドメン・シャバージアン ×
3R終了 判定3-0（29-27、29-27、29-27）
第8試合 フェザー級 5分3R
○  リカルド・ラモス vs.  ビル・アルジオ ×
3R終了 判定3-0（30-27、30-27、29-28）
第9試合 女子フェザー級 5分3R
○  ノルマ・ドゥモン vs.  フェリシア・スペンサー ×
3R終了 判定2-1（30-27、28-29、29-28）
第10試合 ヘビー級 5分3R
○  ジャレッド・バンデラ vs.  ジャスティン・タファ ×
3R終了 判定3-0（30-27、30-27、29-28）
第11試合 女子ストロー級 5分3R
○  カーラ・エスパルザ vs.  ヤン・シャオナン ×
2R 2:58 TKO（パウンド）
第12試合 バンタム級 5分5R
○  ロブ・フォント vs.  コーディ・ガーブラント ×
5R終了 判定3-0（48-47、50-45、50-45）

### 各賞
ファイト・オブ・ザ・ナイト：ジャレッド・バンデラ vs. ジャスティン・タファ
パフォーマンス・オブ・ザ・ナイト：カーラ・エスパルザ、ブルーノ・シウバ
各選手にはボーナスとして5万ドルが授与された。

### カード変更
負傷などによるカードの変更は以下の通り。